# 瓦廖泰尔梅
瓦廖泰尔梅（義大利語：Vallio Terme），是意大利布雷西亚省的一个市镇。总面积15平方公里，人口1310人，人口密度87.3人/平方公里（2009年）。国家统计（ISTAT）代码为017193。